# كولومبيا (غنم)

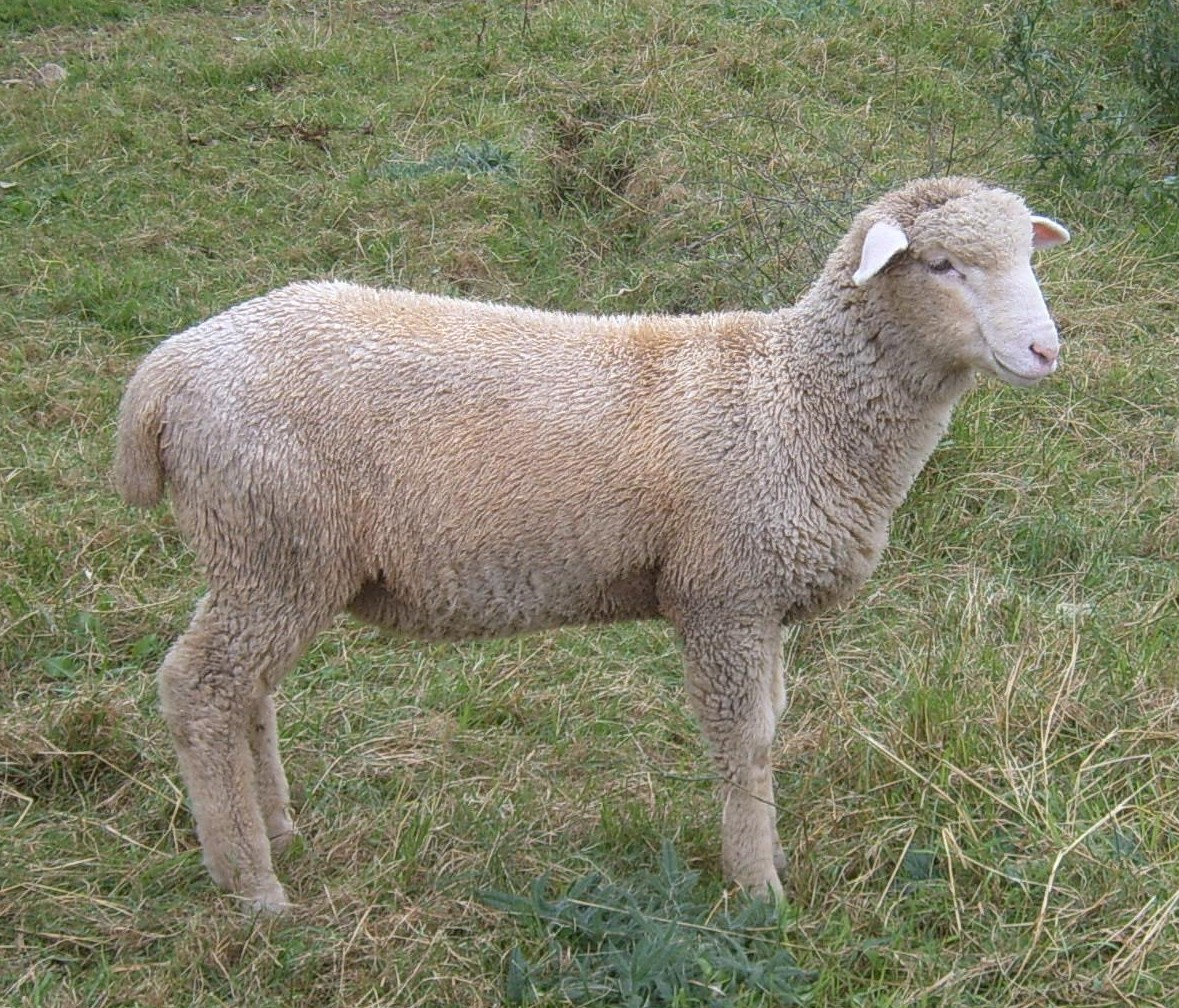
نعجة صغيرة من سلالة كولومبيا

كولومبيا (بالإنجليزية: Columbia)‏ هي أول سلالة أغنام تم اٍنتاجها بالولايات المتحدة كنتيجة للبحث الجامعي ووزارة الزراعة كان موجها لتطوير السلالات لاٍيجدا سلالة متأقلمة مغ غرب البلاد حيث يوجد أغلب غنم البلاد. اٍنطلاقا من 1912 تمت مصالبة كباش من سلالة لينكولن و نعاج من سلالة ميرينو رامبوييه.
الآن هذه السلالة ذات شعبية كبيرة بفضل أصوافها الثقيلة(الصوف الأبيض) و خصائص نموها الجيدة.